# مقبرة كراون هل
مقبرة كراون هيل (بالإنجليزية: Crown Hill Cemetery)، هي مقبرة ريفية تاريخية تقع في 700 شارع ويست 38 في مدينة إنديانابوليس، مقاطعة ماريون، ولاية إنديانا. تأسست هذه المقبرة المملوكة للقطاع الخاص عام 1863 على تلة ستروبيري، والتي أُعيدت تسميتها لاحقًا باسم "ذا كراون" (التاج)، وهي نقطة مرتفعة تطل على المدينة. تقع المقبرة على بعد نحو 2.8 ميل (4.5 كم) شمال غرب مركز المدينة. وقد تم تدشينها رسميًا في الأول من يونيو عام 1864، وتبلغ مساحتها 555 فدانًا (225 هكتارًا)، مما يجعلها ثالث أكبر مقبرة غير حكومية في الولايات المتحدة. صُممت أراضي المقبرة وفقًا لمخططات المعماري ومنسق الحدائق من بيتسبرغ جون تشيسليت الأب، والبستاني البروسي أدولف شتراوخ. في عام 1866، سمحت الحكومة الأمريكية بإنشاء مقبرة وطنية أمريكية في إنديانابوليس، تبلغ مساحتها 1.4 فدان (0.57 هكتار) وتقع ضمن الأقسام 9 و10 من كراون هيل.
تحتوي المقبرة على 25 ميلًا (40 كم) من الطرق المعبدة، وأكثر من 150 نوعًا من الأشجار والنباتات، ويُقدر عدد المدفونين فيها بأكثر من 225,000 شخص، ويجري فيها ما يقارب 1,500 دفن سنويًا. تُعد كراون هيل المكان الأخير لراحة العديد من الشخصيات، من قادة سياسيين ومدنيين إلى مواطنين عاديين، ومجرمين مشهورين، وحتى أشخاص مجهولي الهوية. من أبرز من دُفنوا فيها: الرئيس الأمريكي الثالث والعشرون بنيامين هاريسون، ونواب الرؤساء تشارلز دبليو. فيربانكس، وتوماس أ. هندريكس، وتوماس ر. مارشال. كما دُفن فيها جون ديلينجر، السارق الشهير الذي أُطلق عليه لقب "عدو العامة رقم 1". أما شاعر ولاية إنديانا جيمس ويتكومب رايلي، فموقع قبره يطل على المدينة من قمة "ذا كراون".
تضم المقبرة العديد من الأضرحة والآثار والنُصب التي صممها معماريون ونحاتون ومهندسو مناظر طبيعية بارزون، من بينهم ديدريش إيه. بولن، وجورج كيسلر، ورودولف شفارتس، وأدولف شيرير، ومكاتب التصميم المعمارية مثل "بولن آند سون" و"فونيغوت آند بون"، إلى جانب أعمال فنية حديثة للنحاتين ديفيد إل. رودجرز، وميخائيل بي. ويلسون، وإريك نوردغولين.
تقع المكاتب الإدارية للمقبرة، والمحرقة، ومكتب خدمات الجنازات عند تقاطع شارع 38 وكلاريندون رود في الجهة الشمالية من الموقع. أما محطة الانتظار التاريخية للمقبرة، التي بُنيت عام 1885 عند المدخل الشرقي في شارع 34 وبلڤد بليس، فتُستخدم اليوم كنقطة انطلاق للجولات والبرامج التعليمية. تدير "مؤسسة تراث كراون هيل"، وهي مؤسسة غير ربحية تأسست عام 1984، جهود الحفاظ على المباني والمناطق التاريخية ضمن المقبرة. وقد أُدرجت مقبرة كراون هيل في السجل الوطني للأماكن التاريخية في 28 فبراير 1973.

## مشاهير دُفنوا في المقبرة
- بنجامين هاريسون: رئيس الولايات المتحدة الثالث والعشرون، وزوجتاه: الأولى كارولين هاريسون،[5] والثانية ماري ديميك هاريسون،[6] وابنه راسل بنجامين هاريسون، وابنته ماري هاريسون ماكي.
- نواب رؤساء الولايات المتحدة: تشارلز فيربانكس وتوماس أندروز هندريكس وتوماس مارشال.[6]
- عضوا مجلس الشيوخ أوليفر سميث وهاري ستيوارت نيو.
- الشاعر جيمس ويتكومب رايلي
- جيمس باسكت: أول أمريكي أفريقي يفوز بجائزة أوسكار في تاريخها.
- هوارد جارنز: مهندس معماري من الولايات المتحدة الأمريكية اشتهر باختراع لعبة سودوكو.